# NK Osijek II 2018./19.
U sezoni 2018./19. NK Osijek II natjecao se Drugoj HNL. Bila je to treća natjecateljska sezona za drugu momčad NK Osijek i prva u Drugoj HNL.

## Natjecanja
| natjecanje          | početak sudjelovanja | konačan uspjeh | prva utakmica      | posljednja utakmica |
| ------------------- | -------------------- | -------------- | ------------------ | ------------------- |
| Druga HNL 2018./19. | prvo kolo            | treće mjesto   | 25. kolovoza 2018. | 25. svibnja 2019.   |

## Utakmice

### Druga HNL
| 1. 25. kolovoza 2018. | Šibenik                                     | 2 : 2    | Osijek II                                                         | Šibenik |  |
| 19:30                 | Pandža 44' 55' Kukec 46' Celić 59' Roca 83' | Izvješće | 18' Pilj 22' Ćosić 33' Špoljarić 53' Šutalo 58' Daku 72' Radeljić | Igralište: Stadion Šubićevac Gledatelja: 400 Sudac: Ante Čuljak Pomoćni suci: Anto Marić Pomoćni suci: Dejan Vuković Četvrti sudac: Matej Horvat |  |

| 2. 2. rujna 2018. | Osijek II                            | 1 : 0    | Sesvete               | Osijek |  |
| 19:00             | Daku 25' 56' Šutalo 64' Radeljić 88' | Izvješće | 1' Majcenić 19' Dodig | Igralište: Stadion Gradski vrt Gledatelja: 500 Sudac: Tino Krečak Pomoćni suci: Ivan Mihalj Pomoćni suci: Ivan Batušić Četvrti sudac: Ivan Antunović |  |

| 3. 9. rujna 2018. | BSK                                        | 2 : 2    | Osijek II                           | Bijelo Brdo |  |
| 16:00             | Horvat 11' Šimičić 16' 70' Gvozdenović 68' | Izvješće | 44' Štrkalj 62' Špoljarić 67' Žaper | Igralište: BSK Gledatelja: 500 Sudac: Mario Cindrić Pomoćni suci: Dejan Vuković Pomoćni suci: Mile Varivoda Četvrti sudac: Josip Lučić |  |

| 4. 14. rujna 2018. | Osijek II    | 0 : 0    | Lučko               | Osijek |  |
| 18:00              | Kajmakov 30' | Izvješće | 35' Polić 80' Belak | Igralište: Stadion Gradski vrt Gledatelja: 400 Sudac: Igor Marić Pomoćni suci: Tomislav Hudika Pomoćni suci: Marko Gvozdanović Četvrti sudac: Vlatko Mlinarić |  |

| 5. 23. rujna 2018. | Dugopolje                             | 1 : 0    | Osijek II            | Dugopolje |  |
| 16:30              | Radošević 84' Diyoke 86' Čerina 90+2' | Izvješće | 27' Žaper 48' Lončar | Igralište: Stadion Hrvatski vitezovi Gledatelja: 500 Sudac: Ante Čuljak Pomoćni suci: Anto Marić Pomoćni suci: Mile Varivoda Četvrti sudac: Goran Pečarić |  |

| 6. 30. rujna 2018. | Osijek II                                          | 3 : 1    | Hajduk II                  | Osijek |  |
| 14:00              | Špoljarić 52' 61' Žaper 57' Soldić 68' Štrkalj 84' | Izvješće | 26' Bradarić 66' Pasariček | Igralište: Stadion Gradski vrt Gledatelja: 400 Sudac: Ivana Martinčić Pomoćni suci: Branko Bacinger Pomoćni suci: Ivan Jović Četvrti sudac: Sabina Bolić |  |

| 7. 5. listopada 2018. | Kustošija                 | 0 : 1    | Osijek II                                                                            | Zagreb |  |
| 15:30                 | Kovačić 57' Cmrečnjak 74' | Izvješće | 52' Kajmakov 55' Talys 87' Kukić 90+2' Daku 90+3' Ćosić 90+3' Radeljić 90+4' Štrkalj | Igralište: Kustošija Gledatelja: 300 Sudac: Marino Majstrović Pomoćni suci: Vice Vidović Pomoćni suci: Neven Gulin Četvrti sudac: Toni Bešker |  |

| 8. 13. listopada 2018. | Osijek II                         | 3 : 0    | Varaždin | Osijek |  |
| 15:00                  | Špoljarić 36' Pilj 63' Šutalo 82' | Izvješće |          | Igralište: Stadion Gradski vrt Gledatelja: 350 Sudac: Tomislav Bionda Pomoćni suci: Ivan Mihalj Pomoćni suci: Dominik Benković Četvrti sudac: Ivan Antunović |  |

| 9. 21. listopada 2018. | Dinamo II                                                               | 4 : 1    | Osijek II                                             | Zagreb |  |
| 15:00                  | Šitum 17' 18' Moro 21' 50' (11 m) Bagarić 73' 85' Barišić 82' Gjira 83' | Izvješće | 4' Špoljarić 44' Daku 48' Plum 59' Kajmakov 86' Žaper | Igralište: Igralište Hitrec Kacian Gledatelja: 300 Sudac: Marko Linić Pomoćni suci: Luka Pajić Pomoćni suci: Marko Balen Četvrti sudac: Vedran Jelenčić |  |

| 10. 28. listopada 2018. | Solin       | 0 : 1    | Osijek II                            | Solin |  |
| 14:00                   | Mrković 70' | Izvješće | 55' Marin 84' Radeljić 87' Špoljarić | Igralište: Pokraj Jadra Gledatelja: 200 Sudac: Goran Pečarić Pomoćni suci: Anto Marić Pomoćni suci: Mile Varivoda Četvrti sudac: Mario Cindrić |  |

| 11. 5. studenog 2018. | Osijek II                                         | 2 : 0    | Zadar               | Osijek |  |
| 14:00                 | Marin 31' Talys 59' Ćosić 71' Plum 85' Daku 90+3' | Izvješće | 35' Župan 38' Tokić | Igralište: Stadion Gradski vrt Gledatelja: 200 Sudac: Darko Jurčević Pomoćni suci: Željko Bučar Pomoćni suci: Dominik Benković Četvrti sudac: Ivan Čužić |  |

| 12. 10. studenog 2018. | Međimurje                         | 2 : 1    | Osijek II                                         | Čakovec |  |
| 18:00                  | Patafta 60' Marić 62' Režić 90+1' | Izvješće | 38' Soldić 48' Špoljarić 88' Kajmakov 89' Bagadur | Igralište: Stadion SRC Mladost Gledatelja: 350 Sudac: Goran Pečarić Pomoćni suci: Anto Marić Pomoćni suci: Dario Kolarević Četvrti sudac: Matej Horvat |  |

| 13. 17. studenog 2018. | Osijek II                      | 3 : 1    | Hrvatski dragovoljac                                       | Osijek |  |
| 13:30                  | Špoljarić 31' 75' Pilj 49' 65' | Izvješće | 16' (11 m) 88' Ćorić 44' Žugaj 45+2' Matijašević 46' Hasan | Igralište: Stadion Gradski vrt Gledatelja: 200 Sudac: Marko Cestarić Pomoćni suci: Tomislav Hudika Pomoćni suci: Branko Bacinger Četvrti sudac: Darko Jurčević |  |

| 14. 1. ožujka 2019. | Osijek II     | 1 : 0    | Šibenik  | Osijek |  |
| 17:00               | Todoroski 61' | Izvješće | 82' Roca | Igralište: Stadion Gradski vrt Gledatelja: 250 Sudac: Tomislav Bionda Pomoćni suci: Ivan Batušić Pomoćni suci: Dominik Benković Četvrti sudac: Josip Lučić |  |

| 15. 8. ožujka 2019. | Sesvete                                                              | 3 : 1    | Osijek II                                            | Sesvete |  |
| 15:00               | Tolić 6' (11 m) 15' 64' (11 m) Joković 31' Mikulić 88' Sunagić 90+2' | Izvješće | 29' Žaper 59' Dago 63' Radeljić 84' 88' (11 m) Marin | Igralište: Sv. Josip Radnik Gledatelja: 250 Sudac: Vedran Jelenčić Pomoćni suci: Luka Pajić Pomoćni suci: Diego Biljuh Četvrti sudac: Mateo Čalić |  |

| 16. 16. ožujka 2019. | Osijek II                  | 1 : 1    | BSK                                               | Osijek |  |
| 15:30                | Žaper 33' Marin 60' (11 m) | Izvješće | 8' Kovačić 22' Jakšić 35' 58' Muženjak 90' Periša | Igralište: Stadion Gradski vrt Gledatelja: 450 Sudac: Goran Pečarić Pomoćni suci: Anto Marić Pomoćni suci: Ivan Jović Četvrti sudac: Sabina Bolić |  |

| 17. 23. ožujka 2019. | Lučko                                | 1 : 0    | Osijek II                     | Lučko |  |
| 15:30                | Knezović 45' Živković 76' Roglić 81' | Izvješće | 37' Ćosić 59' Talys 66' Marin | Igralište: Stadion Lučko Gledatelja: 200 Sudac: Ante Bundović Pomoćni suci: Branko Bacinger Pomoćni suci: Miodrag Plantak Četvrti sudac: Ivan Čužić |  |

| 18. 30. ožujka 2019. | Osijek II                                             | 4 : 0    | Dugopolje                            | Osijek |  |
| 15:30                | Radeljić 13' Špoljarić 22' 60' M'Pinda 66' Durdov 80' | Izvješće | 26' Primorac 38' Balić 89' Radošević | Igralište: Stadion Gradski vrt Gledatelja: 200 Sudac: Tino Krečak Pomoćni suci: Dario Kolarević Pomoćni suci: Vedran Barkić Četvrti sudac: Mario Cindrić |  |

| 19. 8. travnja 2019. | Hajduk II                                        | 3 : 1    | Osijek II                            | Split |  |
| 16:30                | Špikić 7' Šego 48' (11 m) Prtajin 70' Relota 72' | Izvješće | 24' Gačić 38' Daku 72' (11 m) Kolega | Igralište: Gradski stadion Poljud Gledatelja: 150 Sudac: Sabina Bolić Pomoćni suci: Anto Marić Pomoćni suci: Dejan Vuković Četvrti sudac: Dino Papak |  |

| 20. 13. travnja 2019. | Osijek II              | 2 : 0    | Kustošija | Osijek |  |
| 16:30                 | Bočkaj 44' Todorov 89' | Izvješće |           | Igralište: Stadion Gradski vrt Gledatelja: 100 Sudac: Vlatko Mlinarić Pomoćni suci: Miodrag Plantak Pomoćni suci: Vedran Barkić Četvrti sudac: Josip Lučić |  |

| 21. 20. travnja 2019. | Varaždin                                                    | 2 : 0    | Osijek II                      | Varaždin |  |
| 16:30                 | Benko 33' 62' Perković 57' Babić 58' Glavica 83' Jertec 90' | Izvješće | 24' Radeljić 76' 86' Todoroski | Igralište: Stadion Varteks Gledatelja: 2.000 Sudac: Ante Čuljak Pomoćni suci: Anto Marić Pomoćni suci: Dejan Vuković Četvrti sudac: Sabina Bolić |  |

| 22. 28. travnja 2019. | Osijek II                                        | 3 : 0    | Dinamo II           | Osijek |  |
| 17:00                 | Hudećek 21' Špoljarić 52' Todorov 54' Dago 90+3' | Izvješće | 59' Čuić 64' Fintić | Igralište: Stadion Gradski vrt Gledatelja: 186 Sudac: Vesna Budimir Pomoćni suci: Damir Kraljević Pomoćni suci: Hrvoje Ćatipović Četvrti sudac: Ivana Martinčić |  |

| 23. 4. svibnja 2019. | Osijek II               | 0 : 0    | Solin              | Osijek |  |
| 17:00                | Soldić 24' Radeljić 57' | Izvješće | 23' Jurić 45' Čeko | Igralište: Stadion Gradski vrt Gledatelja: 123 Sudac: Tino Krečak Pomoćni suci: Vedran Barkić Pomoćni suci: Dominik Benković Četvrti sudac: Marko Cestarić |  |

| 24. 11. svibnja 2019. | Zadar                                    | 2 : 1    | Osijek II           | Zadar |  |
| 16:30                 | Župan 8' 57' Jurić 57' (11 m) Žderić 84' | Izvješće | 36' Dago 72' Lišnić | Igralište: Stadion Stanovi Gledatelja: 300 Sudac: Matej Horvat Pomoćni suci: Dejan Vuković Pomoćni suci: Ivan Jović Četvrti sudac: Vesna Budimir |  |

| 25. 18. svibnja 2019. | Osijek II                   | 2 : 1    | Međimurje                           | Osijek |  |
| 17:30                 | Plum 51' Gačić 72' Dago 88' | Izvješće | 26' Patafta 62' Munivrana 78' Marić | Igralište: Stadion Gradski vrt Gledatelja: 170 Sudac: Jakov Titlić Pomoćni suci: Vice Vidović Pomoćni suci: Tomislav Hudika Četvrti sudac: Ivan Antunović |  |

| 26. 25. svibnja 2019. | Hrvatski dragovoljac | 0 : 1    | Osijek II | Zagreb |  |
| 17:30                 |                      | Izvješće | 23' Plum  | Igralište: Stadion NŠC Stjepan Spajić Gledatelja: 200 Sudac: Ivan Čužić Pomoćni suci: Branko Bacinger Pomoćni suci: Miodrag Plantak Četvrti sudac: Martin Turčin |  |

## Statistika igrača
ažurirano: 25. svibnja 2019.

### Strijelci
|    | igrač            | ukupno |
| -- | ---------------- | ------ |
| 1. | Josip Špoljarić  | 13     |
| 2. | Marin Pilj       | 3      |
| 2. | Luka Marin       | 3      |
| 2. | Nadrey Dago      | 3      |
| 5. | Tomislav Štrkalj | 2      |
| 5. | Mirlind Daku     | 2      |
| 5. | Mile Todorov     | 2      |
| 5. | Hrvoje Plum      | 2      |
| 9. | Mikhail Kajmakov | 1      |
| 9. | Boško Šutalo     | 1      |
| 9. | Todor Todoroski  | 1      |
| 9. | Stjepan Radeljić | 1      |
| 9. | Ivan Durdov      | 1      |
| 9. | Toni Kolega      | 1      |
| 9. | Petar Bočkaj     | 1      |
|    | UKUPNO           | 37     |

### Vratari po broju utakmica bez primljenog pogotka
|    | igrač         | ukupno |
| -- | ------------- | ------ |
| 1. | Luka Kukić    | 7      |
| 2. | Marko Barešić | 4      |
| 3. | Ivica Ivušić  | 1      |
|    | UKUPNO        | 12     |

### Kartoni
| br. | pozicija | igrač                        | ukupno   | ukupno                                 | ukupno    |
| br. | pozicija | igrač                        | Opomenut | Opomenut · Ponovo opomenut · Isključen | Isključen |
| --- | -------- | ---------------------------- | -------- | -------------------------------------- | --------- |
| 6   | branič   | Stjepan Radeljić             | 7        | 0                                      | 0         |
| 8   | veznjak  | Mihael Žaper                 | 6        | 0                                      | 0         |
| 21  | napadač  | Mirlind Daku                 | 5        | 0                                      | 0         |
| 30  | branič   | Robert Ćosić                 | 4        | 0                                      | 0         |
| 27  | veznjak  | Mikhail Kajmakov             | 3        | 0                                      | 0         |
| 12  | napadač  | Talys Alves Pereira Oliveira | 3        | 0                                      | 0         |
| 23  | veznjak  | Tomislav Soldić              | 3        | 0                                      | 0         |
| 14  | branič   | Luka Marin                   | 3        | 0                                      | 0         |
| 4   | branič   | Boško Šutalo                 | 2        | 0                                      | 0         |
| 7   | veznjak  | Hrvoje Plum                  | 2        | 0                                      | 0         |
| 18  | branič   | Josip Gačić                  | 2        | 0                                      | 0         |
| 26  | branič   | Todor Todoroski              | 0        | 1                                      | 0         |
| 22  | branič   | Danijel Lončar               | 1        | 0                                      | 0         |
| 10  | veznjak  | Josip Špoljarić              | 1        | 0                                      | 0         |
| 13  | vratar   | Luka Kukić                   | 1        | 0                                      | 0         |
| 9   | napadač  | Tomislav Štrkalj             | 1        | 0                                      | 0         |
| 28  | branič   | Ricardo Bagadur              | 1        | 0                                      | 0         |
| 25  | napadač  | Marin Pilj                   | 1        | 0                                      | 0         |
| 7   | napadač  | Nadrey Dago                  | 1        | 0                                      | 0         |
| 19  | veznjak  | Roger Tamba M'Pinda          | 1        | 0                                      | 0         |
| 2   | branič   | Matej Hudećek                | 1        | 0                                      | 0         |
| 7   | branič   | Filip Lišnić                 | 1        | 0                                      | 0         |
|     |          | UKUPNO                       | 50       | 1                                      | 0         |

### Nastupi i pogodci
| br. | pozicija | igrač                            | ukupno  | ukupno  |
| br. | pozicija | igrač                            | nastupi | pogodci |
| --- | -------- | -------------------------------- | ------- | ------- |
| 6   | branič   | Stjepan Radeljić                 | 18+2    | 1       |
| 2   | branič   | Matej Hudećek                    | 11+8    | 0       |
| 23  | veznjak  | Tomislav Soldić                  | 16+2    | 0       |
| 30  | branič   | Robert Ćosić                     | 16+2    | 0       |
| 13  | vratar   | Luka Kukić                       | 17      | 0       |
| 11  | napadač  | Ivan Durdov                      | 2+14    | 1       |
| 12  | napadač  | Talys Alves Pereira Oliveira     | 16      | 0       |
| 10  | veznjak  | Josip Špoljarić                  | 15      | 13      |
| 21  | napadač  | Mirlind Daku                     | 9+6     | 2       |
| 8   | veznjak  | Mihael Žaper                     | 14+1    | 0       |
| 14  | branič   | Luka Marin                       | 11+3    | 3       |
| 27  | veznjak  | Mikhail Kajmakov                 | 11+2    | 1       |
| 7   | veznjak  | Hrvoje Plum                      | 11+1    | 2       |
| 9   | napadač  | Toni Kolega                      | 10+2    | 1       |
| 18  | branič   | Josip Gačić                      | 11+1    | 0       |
| 7   | napadač  | Nadrey Dago                      | 9+2     | 3       |
| 26  | branič   | Todor Todoroski                  | 11      | 1       |
| 20  | veznjak  | Mile Todorov                     | 6+4     | 2       |
| 4   | branič   | Boško Šutalo                     | 10      | 1       |
| 19  | veznjak  | Roger Tamba M'Pinda              | 7+2     | 0       |
| 1   | vratar   | Marko Barešić                    | 8       | 0       |
| 22  | branič   | Danijel Lončar                   | 8       | 0       |
| 28  | branič   | Ricardo Bagadur                  | 7+1     | 0       |
| 5   | branič   | Patrick Almeida Da Silva Ignacio | 5+3     | 0       |
| 9   | napadač  | Tomislav Štrkalj                 | 6+1     | 2       |
| 3   | veznjak  | Tomislav Bliznac                 | 3+4     | 0       |
| 25  | napadač  | Marin Pilj                       | 5       | 3       |
| 18  | veznjak  | Adrian Leon Barišić              | 1+3     | 0       |
| 16  | branič   | Luka Čakarić                     | 1+3     | 0       |
| 7   | branič   | Filip Lišnić                     | 3       | 0       |
| 17  | napadač  | Dragan Juranović                 | 1+2     | 0       |
| 20  | veznjak  | Mateo Jakšić                     | 0+3     | 0       |
| 12  | veznjak  | Petar Bočkaj                     | 1+1     | 1       |
| 11  | napadač  | Marko Dugandžić                  | 2       | 0       |
| 10  | veznjak  | Karlo Kamenar                    | 1       | 0       |
| 27  | veznjak  | Marijan Ćavar                    | 1       | 0       |
| 1   | vratar   | Ivica Ivušić                     | 1       | 0       |
| 7   | veznjak  | Marko Pervan                     | 1       | 0       |
| 14  | veznjak  | Dawoud Jalinous                  | 0+1     | 0       |
| 29  | branič   | Aleksa Latković                  | 0+1     | 0       |

## Transferi

### Dolasci
| nadnevak       | pozicija | igrač           | prethodni klub         | odšteta |
| -------------- | -------- | --------------- | ---------------------- | ------- |
|                | napadač  | Mirlind Daku    | KF Llapi               |         |
|                | branič   | Srđan Tatalović | OFK Mladost 1970       |         |
|                | branič   | Ricardo Bagadur | Brescia Calcio         |         |
|                | napadač  | Nadrey Dago     | NK Sesvete             |         |
|                | napadač  | Toni Kolega     | NK Kustošija Zagreb    |         |
|                | branič   | Todor Todoroski | FK Vardar Skoplje      |         |
|                | veznjak  | Mile Todorov    | NK Novigrad            |         |
| siječanj 2019. | vratar   | Kristijan Župić | FK Bačka Bačka Palanka |         |
| siječanj 2019. | napadač  | Filip Hranjec   | NK Lokomotiva Zagreb   |         |
| siječanj 2019. | branič   | Aleksa Latković | FK Lovćen Cetinje      |         |

### Odlasci
| nadnevak | pozicija | igrač            | budući klub        | odšteta        |
| -------- | -------- | ---------------- | ------------------ | -------------- |
|          |          | Nikola Šalinović | NK Zadar           | raskid ugovora |
|          | branič   | Stjepan Šimičić  | NK BSK Bijelo Brdo | raskid ugovora |
|          | veznjak  | Mihael Pongračić | HNK Đakovo-Croatia | raskid ugovora |
|          | branič   | Marin Nikolić    | NK Bjelovar        |                |

### Dolasci na posudbu
| nadnevak | pozicija | igrač | klub | razdoblje |
| -------- | -------- | ----- | ---- | --------- |
|          |          |       |      |           |

### Odlasci na posudbu
| nadnevak       | pozicija | igrač              | klub                 | razdoblje |
| -------------- | -------- | ------------------ | -------------------- | --------- |
|                | veznjak  | Robert Mišković    | NK Rudeš Zagreb      |           |
|                | napadač  | Mihael Klepač      | NK Rudeš Zagreb      |           |
|                | napadač  | Josip Čikvar       | NK BSK Bijelo Brdo   |           |
|                | napadač  | Benjamin Ždinjak   | HNK Cibalia Vinkovci |           |
|                | branič   | Filip Lišnić       | NK Rudeš Zagreb      |           |
|                | veznjak  | Hrvoje Ilić        | NK Dugopolje         |           |
|                | veznjak  | Zvonimir Filipović | HNK Cibalia Vinkovci |           |
|                | veznjak  | Marijo Rajić       | NK Bjelovar          |           |
|                | veznjak  | Neven Hlišć        | NK Čepin             |           |
| siječanj 2019. | napadač  | Dragan Juranović   | NK Rudeš Zagreb      |           |
| siječanj 2019. | veznjak  | Mateo Jakšić       | NK Međimurje Čakovec |           |
| siječanj 2019. | napadač  | Ivan Ikić          | NK Međimurje Čakovec |           |